# Schwarme
Schwarme è un comune di 2.485 abitanti della Bassa Sassonia, in Germania.
Appartiene al circondario (Landkreis) di Diepholz (targa DH) ed è parte della comunità amministrativa (Samtgemeinde) di Bruchhausen-Vilsen.